# St. Peter und Paul (Oberpleichfeld)

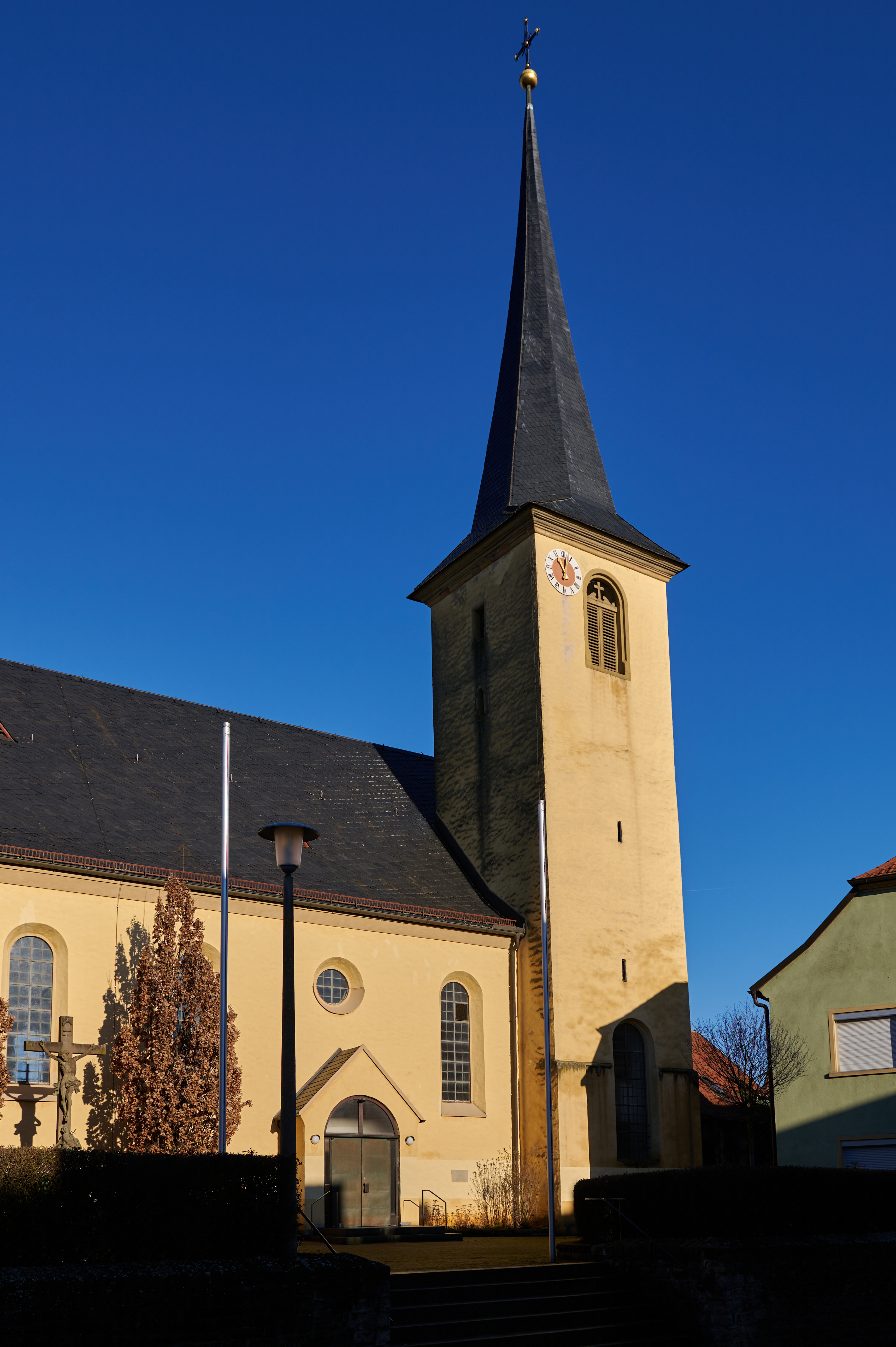
St. Peter und Paul in Oberpleichfeld

Die römisch-katholische, denkmalgeschützte Pfarrkirche St. Peter und Paul steht in Oberpleichfeld, einer Gemeinde im Landkreis Würzburg (Unterfranken, Bayern). Das Bauwerk ist unter der Denkmalnummer D-6-79-169-10 als Baudenkmal in der Bayerischen Denkmalliste eingetragen. Die Pfarrei gehört zur Pfarreiengemeinschaft Volk Gottes an Pleichach und Main, Bergtheim im Dekanat Würzburg rechts des Mains des Bistums Würzburg.

## Beschreibung
Die Saalkirche besteht aus einem 1612 unter Julius Echter erneuerten Langhaus und einem zur Unterbringung der Turmuhr und des Glockenstuhls um ein Geschoss aufgestockten, mit einem achtseitigen, schiefergedeckten Knickhelm bedeckten Chorflankenturm, der im Kern aus dem frühen 13. Jahrhundert stammt, und einem eingezogenen, dreiseitig geschlossenen Chor im Osten. 
Das heutige Langhaus wurde erst 1934/35 gebaut. An der Südseite des Langhauses befinden sich zwei Portale. Das ursprüngliche Portal befindet sich an der Ostseite des Turms. Der Innenraum des Langhauses ist mit einem Tonnengewölbe überspannt. Die heutige Orgel auf der Empore hat 23 Register, 2 Manuale und ein Pedal und wurde 1979 von Norbert Krieger gebaut.